# Вайсман, Мирна Милгрэм
Мирна Милгрэм Вайсман (англ. Myrna Milgram Weissman, родилась в 1935 году) — семейный профессор эпидемиологии в психиатрии Колледжа врачей и хирургов и Школы общественного здравоохранения им. Мэйлмана Колумбийского университета и заведующая кафедрой эпидемиологии Психиатрического института штата Нью-Йорк. Она эпидемиолог, известна своими исследованиями распространённости психических расстройств и психиатрической эпидемиологии, поскольку это относится к уровням и рискам тревожности и расстройств настроения у представителей разных поколений. Среди многих её значимых работ — лонгитюдные исследования влияния родительской депрессии на их детей.
Вайсман работала с Джеральдом Клерманом над разработкой межличностной психотерапии как краткосрочного лечения депрессии. В соавторстве с Брюсом Рунсавиллем и Евой Шеврон они написали влиятельную книгу «Межличностная психотерапия депрессии: краткая, сфокусированная, конкретная стратегия». Распространяя этот подход на подростков, Вайсман вместе с Лаурой Муфсон, Кристен Поллак Дорта и Донной Моро является соавтором книги «Межличностная психотерапия для депрессивных подростков». В других книгах, написанных в соавторстве с Вайсман, включая «Руководство по межличностной психотерапии: обновлённое и расширенное издание», предлагается дальнейшее развитие их психотерапевтического подхода. Вайсман и Клерман были совместно отмечены Национальной медицинской академией в 1994 году как лауреаты Международной премии Роды и Бернарда Сарнат в области психического здоровья. В 1996 году они совместно получили премию Джозефа Зубина, учреждённую Американской ассоциации психопатологии за плодотворный вклад в исследования психопатологии.
Вайсман получила множество наград за свои достижения, включая Премию Ремы Лапауз за значительный вклад в педиатрическую эпидемиологию в 1985 году, Премию Джозефа Зубина за пожизненные достижения от Общества исследований в области психопатологии в 1995 году, Премию за выдающиеся заслуги перед Американской психиатрической ассоциацией в 2001 году, Золотая медаль от Общества биологической психиатрии в 2007 году и медаль Томаса Уильяма Сэлмона от Нью-Йоркской медицинской академии в 2009 году.

## Биография
Вайсман с отличием получила степень бакалавра в Брандейском университете в 1956 году. В 1958 году она получила степень магистра социальной работы в Пенсильванском университете, а затем работала социальным работником-психиатром в Чикаго (Иллинойс), Глазго в Шотландии, и в Национальном институте здравоохранения в Бетесде, штат Мэриленд. Вайсман получила докторскую степень в области эпидемиологии хронических заболеваний в Медицинской школы Йельского университета в 1974 году, а затем поступила на факультет психиатрии и эпидемиологии Медицинской школы Йельского университета, где оставалась до 1987 года. В 1987 году Вайсман стала руководителем отдела клинической и генетической эпидемиологии в Психиатрическом институте штата Нью-Йорк и профессором эпидемиологии в психиатрии Колумбийского университета.
У Вайсман было четверо детей от брака с Шерманом Вайсманом, в том числе Джонатан Вайсман и семь внуков, включая Рэйчел Вайсман. Она была замужем за своим научным сотрудником Джеральдом Клерманом в течение семи лет до его смерти в 1992 году. Позже она вышла замуж за лауреата Нобелевской премии Маршалла Ниренберга. После смерти Ниренберга в 2010 году Вайсман помогала отправить его документы в Национальную медицинскую библиотеку.

## Исследования
Вайсман широко известна как специалист по клинической депрессии. Её ранняя работа в сотрудничестве с Джеральдом Клерманом была сосредоточена на эффективности межличностной терапии как лечения большой депрессии и других расстройств. Она очень заинтересовалась материнской депрессией и её влиянием на развитие детской психопатологии. В рамках совместной работы Вайсман изучила пары мать-ребенок, чтобы определить влияние материнской депрессии на психическое здоровье детей, и сообщила о повышенных показателях психических расстройств среди детей матерей, оставшихся в депрессии после лечения. Вайсман и её коллеги изучили гендерные различия в частоте депрессии, посттравматического стрессового расстройства и других состояний и изучили генетические и психосоциальные факторы, связанные с депрессией. Вайсман возглавила межнациональное исследование эпидемиологии большой депрессии и биполярного расстройства, которое задокументировало много общего в диагностике депрессии и биполярного расстройства в разных странах, включая США, Канаду, Францию, Западную Германию, Италию, Ливан, Тайвань, Корею и Новую Зеландию.

## Репрезентативные публикации
- Robins, L. N., Helzer, J. E., Weissman, M. M., Orvaschel, H., Gruenberg, E., Burke, J. D., & Regier, D. A. (1984). Lifetime prevalence of specific psychiatric disorders in three sites. Archives of General Psychiatry, 41(10), 949-958.
- Weissman, M. M., Bland, R. C., Canino, G. J., Faravelli, C., Greenwald, S., Hwu, H. G., ... & Lépine, J. P. (1996). Cross-national epidemiology of major depression and bipolar disorder. JAMA, 276(4), 293-299.
- Weissman, M. M., & Klerman, G. L. (1977). Sex differences and the epidemiology of depression. Archives of General Psychiatry, 34(1), 98-111.
- Weissman, M. M., Sholomskas, D., Pottenger, M., Prusoff, B. A., & Locke, B. Z. (1977). Assessing depressive symptoms in five psychiatric populations: a validation study. American Journal of Epidemiology, 106(3), 203-214.